# (3134) Kostinsky
(3134) Kostinsky (A921 VA) – planetoida z pasa głównego asteroid okrążająca Słońce w ciągu 7,94 lat w średniej odległości 3,98 au. Odkryta 5 listopada 1921 roku.